# Pequeno Dicionário Amoroso 2
Pequeno Dicionário Amoroso 2 é um filme brasileiro de 2015, do gênero comédia romântica, dirigido por Sandra Werneck e com roteiro de José Roberto Torero e Paulo Halm.
Trata-se de uma continuação do filme Pequeno Dicionário Amoroso, lançado em 1997.

## Sinopse
Luiza e Gabriel estão separados há 16 anos. Luiza agora está casada com Alex, com quem teve o sonhado filho, Pedro. Gabriel namora Jaqueline, uma mulher com idade para ser sua filha e que lhe fez redescobrir as noitadas. Mesmo aparentemente felizes em seus relacionamentos, o interesse entre os dois renasce após um inesperado encontro.

## Elenco
- Andréa Beltrão como Luiza
- Daniel Dantas como Gabriel
- Glória Pires como Bel
- Marcello Airoldi como Alex
- Fernanda de Freitas como Jaqueline
- Miguel Arraes como Pedro
- Fernanda Vasconcellos como Alice
- Eduardo Moscovis como Guto
- Elizangela como Lady Jane
- Camila Amado como Sônia
- Renato Góes como João
- Priscila Steinman como Ju